# Atletiek op de Paralympische Zomerspelen 2024 - 100 m vrouwen T34
De 100 meter voor vrouwen klasse T34 op de Paralympische Zomerspelen 2024 vond plaats op 1 september (series) en 2 september (finale) in het Stade de France. Deze klasse is voor atletes met cerebrale parese die voornamelijk beperkingen hebben aan hun benen, maar minimale beperkingen of controleproblemen in hun armen en romp.  De winnares van 2020 was Hannah Cockroft uit Groot Brittanië, zij wist in 2024 haar titel te prolongeren. Haar landgenote Karé Adenegan behaalde het zilver en Lan Hanyu uit China won de bronzen medaille.

## Records
Voorafgaand aan het toernooi waren dit de wereldrecords en Paralympische records.
| Wereldrecord        | Verenigd Koninkrijk Hannah Cockroft | 16.31 | Notwill | 27 mei 2023      |
| Paralympisch record | Groot-Brittannië Hannah Cockroft    | 16.39 | Tokio   | 29 augustus 2021 |

## Series
De eerste drie van beide series kwalificeerden zich direct voor de finale. Van de overgebleven atletes kwalificeerden bovendien de twee snelsten zich voor de finale.

#### Serie 1
| Rang | Baan | Naam            | Naam | Tijd  | Bijz. |
| ---- | ---- | --------------- | ---- | ----- | ----- |
| 1    | 4    | Hannah Cockroft | GBR  | 17.12 | Q     |
| 2    | 6    | Fabienne André  | GBR  | 19.03 | Q     |
| 3    | 3    | Moe Onodera     | JPN  | 19.08 | Q, SB |
| 4    | 7    | Panpan Liu      | CHN  | 20.46 |       |
| 5    | 5    | Lauren Fields   | USA  | 20.77 |       |

### Serie 2
| Rang | Baan | Naam           | Naam | Tijd  | Bijz. |
| ---- | ---- | -------------- | ---- | ----- | ----- |
| 1    | 5    | Karé Adenegan  | GBR  | 17.87 | Q     |
| 2    | 7    | Lan Hanyu      | CHN  | 18.73 | Q, SB |
| 3    | 4    | Eva Houston    | USA  | 19.09 | Q     |
| 4    | 3    | Haruka Kitaura | JPN  | 19.68 | q, SB |
| 5    | 6    | Ayano Yoshida  | JPN  | 20.43 | q     |

## Finale
| Rang   | Baan | Naam            | Naam | Tijd  | Bijz. |
| ------ | ---- | --------------- | ---- | ----- | ----- |
| Goud   | 6    | Hannah Cockroft | GBR  | 16.80 |       |
| Zilver | 7    | Karé Adenegan   | GBR  | 17.99 |       |
| Brons  | 5    | Lan Hanyu       | CHN  | 18.45 |       |
| 4      | 8    | Eva Houston     | USA  | 18.65 |       |
| 5      | 4    | Fabienne André  | GBR  | 18.86 |       |
| 6      | 3    | Moe Onodera     | JPN  | 18.94 | SB    |
| 7      | 2    | Haruka Kitaura  | JPN  | 19.81 |       |
| 8      | 9    | Ayano Yoshida   | JPN  | 20.07 |       |